# Arthur H. Vandenberg
Arthur H. Vandenberg (Grand Rapids, 1884. március 22. – Grand Rapids, 1951. április 18.) az Amerikai Egyesült Államok szenátora (Michigan, 1928–1951).